# Hêtre de Svájci út
Le Hêtre de Svájci út (en hongrois : Svájci úti bükk) constitue un monument naturel protégé, situé à Budapest et caractérisé comme d'intérêt local.